# Diplotaxis rotunda
Diplotaxis rotunda är en skalbaggsart som beskrevs av Patricia Vaurie 1960. Diplotaxis rotunda ingår i släktet Diplotaxis och familjen Melolonthidae. Inga underarter finns listade i Catalogue of Life.